# شاهزاده اوکی‌یوشی
شاهزاده اوکی‌یوشی (به ژاپنی: 興良親王 おきよししんのう / おきなが); ۱ ژانویهٔ ۱۳۲۶ – زمان مرگ نامشخص) سامورایی یک ژنرال و شوگون در دوره نانبوکوچو اهل ژاپن بود.